# 2011 SE58
2011 SE58 – niewielka (średnica ok. 13 m) planetoida z grupy Apolla. 27 września 2011 roku minęła Ziemię w odległości około 0,0016 au, czyli 0,62 średniej odległości Księżyca od Ziemi.
Prawdopodobieństwo uderzenia w Ziemię jest niewielkie (poniżej 1 promila), a rozmiar planetoidy na tyle mały, że w przypadku zderzenia spaliłaby się w atmosferze. Z tego względu w skali Torino 2011 SE58 otrzymała 0 (brak zagrożenia).